# إسماعيل العجيلي
إسماعيل العجيلي (10 فبراير 1948 - 9 فبراير 2021)، هو ممثل كوميدي ليبي، وهو أحد أشهر فناني الكوميديا في ليبيا. كان أحد المبدعين المتميزين في الفن والأدب والتمثيل والكتابة، وظل على مدى نصف قرن أحد صانعي الفن الليبي والمؤثرين في الوجدان الوطني. بدأ العجيلي رحلته مع الفن في العم 1968، وفي العام 1974 تخرّج ضمن الدفعة الثالثة من معهد التمثيل مع المخرج محمد القمودي والفنان عبد الرزاق المغربي والمخرج الراحل محمد الكامل، لينطلق بعد ذلك في مرحلة النجومية كأحد أبرز نجوم التمثيل والمونولوج في ليبيا.
وبرز نجم الفنان الراحل في سبعينات القرن الماضي عبر برامج منوعات عرضها التلفزيون الليبي، وشكل مع الفنان يوسف الغرياني «قزقيزة» ثنائيًا كوميديًا في عديد البرامج المنوعة، التي حازت على متابعة كبيرة من قبل الجمهور خلال مواسم شهر رمضان.

## وفاته
توفي يوم الثلاثاء 9 فبراير 2021، متأثرًا بإصابته بفيروس كورونا. وُوري الثرى بمنطقة باب البحر في طرابلس، يوم الأربعاء 10 فبراير 2021، في ذكرى عيد ميلاده الذي يوافق العاشر من فبراير 1948.

## من أعماله
- (1980): لكل الناس.
- (1985): السوس.